# Monsters of Metal
Monsters of Metal — серия видеосборников, издаваемых немецким лейблом Nuclear Blast Records. Включает в себя клипы различных групп следующих направлений: хеви-метал, трэш-метал, индастриал-метал, блэк-метал, дэт-метал, пауэр метал, грайндкор, металкор. Наряду с именитыми группами вроде Manowar, Iron Maiden, Judas Priest, Helloween или Blind Guardian, в сборники включены и новые имена в музыке.
С 2003 по 2016 год вышло 10 выпусков, каждый из которых состоит из двух DVD-дисков и содержит в среднем 50 клипов.